# Championnat de Lettonie de football 2017
Navigation
2016 2018
La saison 2017 du championnat de Lettonie de football est la 27e édition de la première division lettone. La Virslīga regroupe les huit meilleurs clubs lettons au sein d'une poule unique qui s'affrontent quatre fois durant la saison, deux fois à domicile et deux fois à l’extérieur. À l'issue de la saison, le dernier du classement est relégué et l'avant-dernier doit disputer un barrage de promotion-relégation face au 2e de D2.

## Participants
| \| FK Ventspils Rīgas FS FK Jelgava FK Liepāja Spartaks Jūrmala SK Babīte Metta/LU Riga Riga FC \| Localisation des clubs engagés dans le championnat. |
| FK Ventspils Rīgas FS FK Jelgava FK Liepāja Spartaks Jūrmala SK Babīte Metta/LU Riga Riga FC                                                           |

## Compétition
Le classement est calculé avec le barème de points suivant : une victoire vaut trois points, le match nul un. La défaite ne rapporte aucun point.
Critères de départage :
1. plus grand nombre de points ;
2. plus grande différence de buts générale ;
3. plus grand nombre de buts marqués ;
4. plus grande différence de buts particulière

### Classement
| Rang | Équipe             | Pts | J  | G  | N | P  | Bp | Bc | Diff |
| ---- | ------------------ | --- | -- | -- | - | -- | -- | -- | ---- |
| 1    | Spartaks Jurmala T | 46  | 24 | 14 | 4 | 6  | 36 | 26 | +10  |
| 2    | FK LiepājaC        | 37  | 24 | 11 | 4 | 9  | 32 | 25 | +7   |
| 3    | Riga FC            | 37  | 24 | 10 | 7 | 7  | 28 | 20 | +8   |
| 4    | FK Ventspils       | 35  | 24 | 9  | 8 | 7  | 32 | 22 | +10  |
| 5    | FK RFS             | 35  | 24 | 11 | 2 | 11 | 29 | 31 | -2   |
| 6    | FK Jelgava         | 29  | 24 | 8  | 5 | 11 | 22 | 30 | -8   |
| 7    | FS Metta/LU Riga   | 15  | 24 | 3  | 6 | 15 | 21 | 46 | -25  |
| 8    | SK Babīte P        | 0   | 0  | 0  | 0 | 0  | 0  | 0  | 0    |

|  | Qualification pour le 1er tour de qualification de la Ligue des champions 2018-2019     |
|  | Qualification pour le 1er tour de qualification de la Ligue Europa 2018-2019            |
|  | Participation au barrage de promotion-relégation                                        |
|  | Abandon en cours de saison                                                              |
|  | T : Tenant du titre C : Vainqueur de la Coupe de Lettonie 2017 P : Promu de 2e division |

1. ↑  Le SK Babīte est exclu de la compétition en raison d'une affaire de matchs truqués[1].

### Barrage de promotion-relégation
À la fin de la saison, l'avant-dernier de Virslīga affronte le second de 1. līga pour tenter de se maintenir.
| Équipe 1        | Résultat | Équipe 2         | Aller | Retour |
| --------------- | -------- | ---------------- | ----- | ------ |
| AFA Olaine (D2) | 2-4      | FS Metta/LU Riga | 1-1   | 1-3    |

## Bilan de la saison
| Championnat de Lettonie de football 2017 |                                 |
| Champion                                 | FK Spartaks Jurmala (1er titre) |
| Coupes et trophées                       |                                 |
| Vainqueur de la Coupe de Lettonie 2017   | FK Liepāja                      |
| Qualifications continentales             |                                 |
| Ligue des champions 2018-2019            | FK Spartaks Jurmala             |
| Ligue Europa 2018-2019                   | FK Liepāja                      |
| Ligue Europa 2018-2019                   | Riga FC                         |
| Ligue Europa 2018-2019                   | FK Ventspils                    |
| Promotions et relégations                |                                 |
| Promus en Virslīga                       | FK Valmiera                     |
| Relégués en 1. līga                      | Aucun                           |